# România la Jocurile Olimpice de iarnă din 1936
România a participat la Jocurile Olimpice de iarnă din 1936 cu 15 sportivi care au concurat la 5 sporturi (bob, patinaj artistic, sărituri cu schiurile, schi alpin și schi fond).

## Participarea românească
România a trimis la Garmisch-Partenkirchen o delegație formată din numai 15 sportivi (14 bărbați și 1 femeie), care au concurat la 5 sporturi cu 8 probe. La această ediție s-a înregistrat prima participare la o olimpiadă de iarnă a unor reprezentanți ai României în probele de patinaj artistic, sărituri cu schiurile, schi alpin și schi fond. 
Cel mai bun rezultat obținut de delegația României a fost locul 13 obținut de perechea Irina Timciuc – Alfred Eisenbeisser-Feraru la patinaj artistic. Alte rezultate bune au fost locul 14 la ștafeta 4x10 km la schi fond, un loc 15 la bob-2 prin Alexandru Frim – Costel "Tita" Rădulescu și un loc 16 la al doilea bob, Alexandru Budișteanu – Gheorghe Dumitru. . 
La alte sporturi cum ar fi combinata alpină, doar unul dintre cei patru reprezentanți ai României a reușit să încheie cursa. De asemenea, ambele echipaje de bob-4 nu au reușit să termine proba (unul nu a mai concurat, iar al doilea a fost descalificat în manșa 4).
La această ediție a Jocurilor Olimpice, România nu a obținut nici un punct în clasamentul pe națiuni.

## Bob
| Sportiv                                                                            | Probă                | Rezultat         | Rezultat | Rezultat | Rezultat     | Rezultat      | Rezultat      |
| Sportiv                                                                            | Probă                | Manșa 1          | Manșa 2  | Manșa 3  | Manșa 4      | Total         | Loc           |
| ---------------------------------------------------------------------------------- | -------------------- | ---------------- | -------- | -------- | ------------ | ------------- | ------------- |
| Alexandru Frim Constantin "Tita" Rădulescu                                         | România I (Bob-2 m)  | 1.29,96          | 1.27,26  | 1.34,06  | 1.24,73      | 5.56,01       | 15            |
| Alexandru Budișteanu Dumitru Gheorghiu                                             | România II (Bob-2 m) | 1.30,37          | 1.27,58  | 1.34,11  | 1.26,85      | 5.58,91       | 16            |
| Emil Angelescu Dumitru Gheorghiu Teodor Popescu Alexandru Tautu                    | România I (Bob-4 m)  | nu s-a prezentat | -        | -        | -            | nu a concurat | nu a concurat |
| Alexandru Budișteanu Constantin "Tita" Rădulescu Alexandru Ionescu Aurel Mărăcescu | România II (Bob-4 m) | 1.31,81          | 1.28,37  | 1.25,21  | descalificat | nu a terminat | nu a terminat |

## Patinaj artistic
| Sportiv                                 | Probă      | Total          | Loc |
| --------------------------------------- | ---------- | -------------- | --- |
| Roman Turușanco                         | Simplu (m) | 2.364,4 puncte | 19  |
| Irina Timcic Alfred Eisenbeisser-Feraru | Perechi    | 80,9 puncte    | 13  |

## Sărituri cu schiurile
| Sportiv              | Prima săritură | A doua săritură | Total puncte | Loc |
| -------------------- | -------------- | --------------- | ------------ | --- |
| Hubert Sandor Clompe | 58,0 m         | 59,0 m          | 174,0        | 41  |

## Schi alpin
| Sportiv          | Probă                | Coborâre | Slalom - Manșa 1 | Slalom - Manșa 2 | Total puncte  | Loc           |
| ---------------- | -------------------- | -------- | ---------------- | ---------------- | ------------- | ------------- |
| Horst Scheeser   | Combinata alpină (m) | 6.03,4   | 1.41,6           | 1.36,5           | 76,55         | 24            |
| Iosif Covaci     | Combinata alpină (m) | 7.56,8   | 2.08,3           | descalificat     | nu a terminat | nu a terminat |
| Rudolf Klöckner  | Combinata alpină (m) | 7.16,4   | 1.52,7           | descalificat     | nu a terminat | nu a terminat |
| Wilhelm Zaharias | Combinata alpină (m) | 6.16,2   | 1.40,2           | descalificat     | nu a terminat | nu a terminat |

## Schi fond
Distanță
| Sportiv                                                        | Probă               | Rezultat                        | Rezultat |
| Sportiv                                                        | Probă               | Timp                            | Loc      |
| -------------------------------------------------------------- | ------------------- | ------------------------------- | -------- |
| Ion Coman                                                      | 18 km (m)           | 1:36.21                         | 60       |
| Iosif Covaci                                                   | 18 km (m)           | 1:37.23                         | 61       |
| Echipa Wilhelm Zaharias Iosif Covaci Ion Coman Rudolf Klöckner | ștafetă 4x10 km (m) | 3:27.50 56.56 50.23 48.32 51.59 | 14       |